# Нижний Бурлук (Северо-Казахстанская область)
Ни́жний Бурлу́к (каз. Төменгі Бұрлық) — село в Айыртауском районе Северо-Казахстанской области Казахстана. Административный центр Нижнебурлукского сельского округа. Код КАТО — 593247100.

## История
Основан как казачья станица в 1849 году.

## Население
В 1999 году население села составляло 1029 человек (496 мужчин и 533 женщины). По данным переписи 2009 года в селе проживало 1071 человек (530 мужчин и 541 женщина).